# كبادوكيا

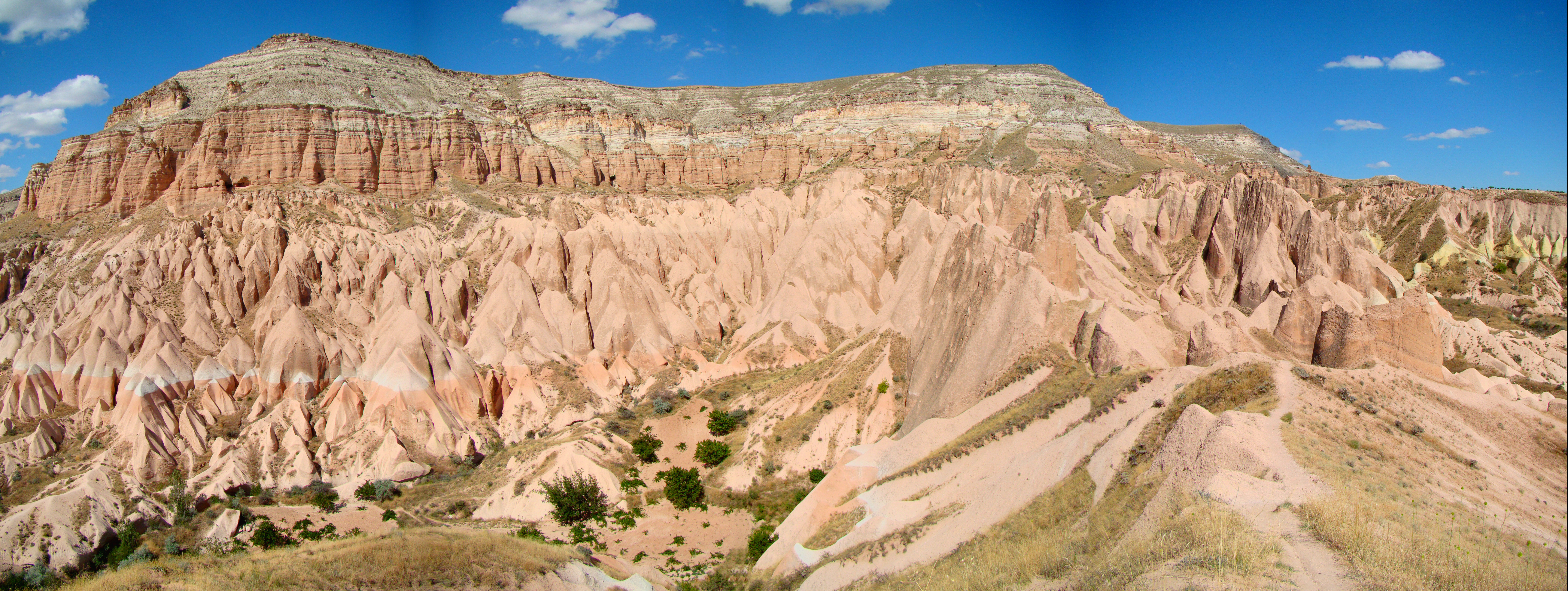
في الأعلى: جبل أكتيبي غوريم والمواقع الصخرية في كبادوكيا (موقع من مواقع اليونيسكو للتراث العالمي)

كبادوكيا (بالعربية: قَبَادُوقِيَا، قَبَادُوقِيَة، قَبَادِق، قَبَاذِق بكسر الذال، باليونانية: Καππαδοκία، بالفارسية: کاپادوکیه) كان اسم تاريخي لإقليم في آسيا الصغرى (تركيا الحديثة). وهي اليوم تقع في منطقة نوشهر.
في زمان هيرودوت، نقل أن الكبادوكيون قد سكنوا المنطقة الممتدة من جبال طوروس إلى حدود بحر اليوكسين (البحر الأسود). وهي بذلك، تكون محدودة من الجنوب بجبال طوروس التي تفصل ما بين قيليقيا ومن الشرق بنهر الفرات والمرتفعات الأرمنية، ومن الشمال بإقليم البنطس التاريخي، ومن الغرب بـ ليكاونيا وغلاطية الشرقية.
استمر استخدام اسم قباذق في مصادر غربية وفي التقليد المسيحي عبر التاريخ، وهو لا يزال يستخدم على نطاق دولي واسع في مجال السياحة للدلالة على هذه المنطقة المتميزة بأعاجيبها الطبيعية، لا سيما بظاهرة المداخن الجبلية الطبيعية en وميراثها التاريخ والحضاري الفريد. وفي الأزمنة التي سبقت العهود الهلنستية، تتالت على سكنى المنطقة الحيثيين ثم الفرس ثم الآشوريين فاليونانيين. وقد تم هلينة (أي تحوّلهم إلى الحضارة الهلنستية) كل هذه المجموعات. أما خلال العصور الوسطى، وبعد استيطان الأرمن في ثيمة كبادوكيا خلال العهد البيزنطي، غزت هذه المنطقة العديد من القبائل التركية، فتلاها استيطانهم فيها. ومنذ عام 1915، شكلت القوميات التركية الغالبية العظمى من سكان هذه المنطقة.

## أصل التسمية
إن أبكر المصادر التي ذكرت اسم كبادوكيا تعود إلى نهاية القرن السادس ق م، عندما ظهر في نقوش اثنين من الملوك الأخمينيين، دارا الأول وخشايارشا الأول كإحدى بلدان الامبراطورية الفارسية. وفي هذه القوائم التي تذكر البلدان، ذكر الاسم الفارسي القديم كتباتوكا الذي قد يرجع إلى معنى فارسي أصيل هو «أرض الخيول الجميلة» وهو يتوافق مع الحقيقة التاريخية التي تقول أن كبادوكيا عرفت بتربيتها للخيول. ووفقاً لنظرية أخرى، فهو اسم دخيل على الفارسية من اللغة الحيثية التي خصصت الاسم لإقليم قيليقيا. أما في نقوش اللغة العيلامية فقد ظهرت باسم كابتا وفي النقش الأكدية ظهرت باسم توكا.
وينقل هيرودوت لنا أن الاسم كان يطلق من قبل الفرس، بينما استخدمه الإغريقيون القدماء للدلالة على السوريين أو السوريين البيضen. ومن القبائل الكبادوكية التي ذكرها هي المشخية، وقد أرجعها يوسيفوس فلافيوس إلى الشخصية التوراتية مشخ بن يافث «, والمشخيون كان قد أسسهم مشخ، وهم الآن يعرفون بالكبادوكيون». من «اليهود القدماء» لكاتبه يوسيفوس فلافيوس الباب الأول:6 en.
وتحت حكم الملوك اللاحقين من الامبراطورية الفارسية، تم تقسيم الكبادوكيين في ساطرافيتين أو إقليمين، فصار واحدا يُشكل القسم الداخلي المركزي، واستمر اسم كبادوكيا بملازمتها من قبل الجغرافيين الإغريق، بينما أطلق على الآخر اسم البنطس. وكان هذا التقسيم قد تم من قبل عند زينوفون. ومع سقوط الحكومة المركزية الفارسية، استمر الإقليمان في كونهما منفصلين، فرسخ الفرق بينهما وحصرت تسمية كبادوكيا على الإقليم الداخلي وهو ما تتحدّث عنه هذه المقالة.
وقد كانت مملكة كبادوكيا ما زالت موجودة في عهد سطرابو كدولة مستقلة في الشكل. وكانت قيليقيا هي التي احتضنت عاصمة المملكة وهي قيصرية. وكانت المدينتين الوحيدتين في نظر سطرابو اللتان استحقتا الذكر هي قيصرية (التي عرفت باسم مزاكا في الأصل) وتياناen التي لا تبعد كثيرا عن سفوح جبال طوروس.

## الجغرافيا والمناخ

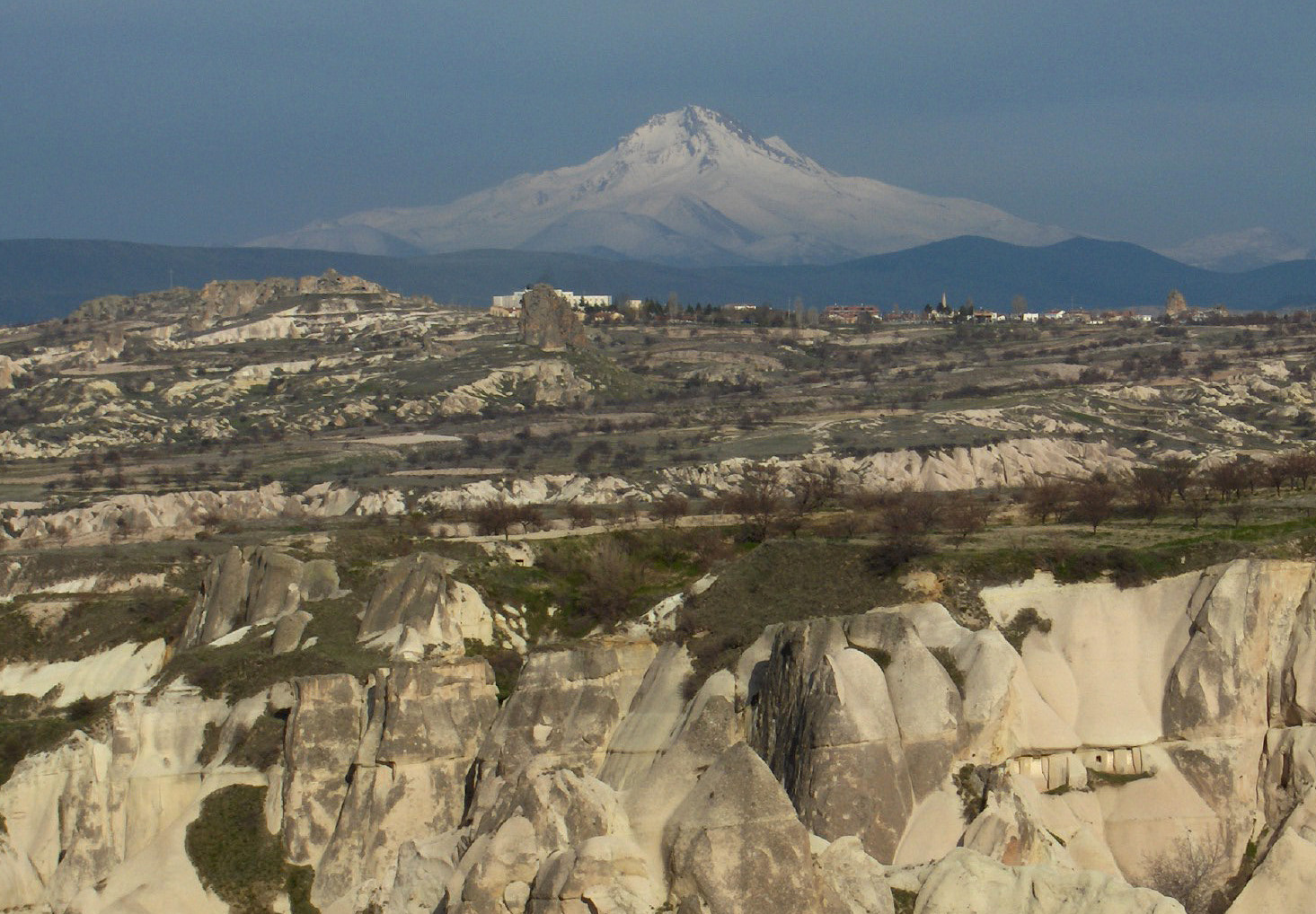
جبل أرجييس أعلى تضاريس كبادوكيا.

تقع كبادوكيا في شرق هضبة الأناضول، في وسط تركيا المعاصرة. وتتألف تضاريسها من سهل هضبي يرتفع 1000 متر عن سطح البحر، تتخلله قمم بركانية، وجبل أرجييسen، قرب قيصرية وهو أعلى المرتفعات إذ تقع قمته على ارتفاع 3916 متر. ولا تتضح معالم حدود كبادوكيا بشكل دقيق، خصوصاً نحو الغرب. أما من الجنوب، فإن سلسلة جبال طوروس تشكل الحدود مع قيليقيا وتفصلها عن البحر الأبيض المتوسط. وإلى الغرب تحد كبادوكيا بإقليمي لايكونيا من الجنوب الغربي وغلاطية من الشمال الغربي. وتفصل سلسلة البحر الأسود الجبلية الساحلية كبادوكيا عن البنطس والبحر الأسود من الشمال، بينما يحدها من الشرق نهر الفرات الأعلى، قبل أن ينعطف إلى الجنوب الشرقي ليصب في بلاد الرافدين والمرتفعات الأرمنية. فينتج عن ذلك قرابة 400 كم من الشرق إلى الغرب و 250 كم بينالشمال والجنوب. وبسبب كونها داخلية وعلى ارتفاع عالي، فإن لـ كبادوكيا مناخ قاري مميز، ليكون حار وجاف صيفاً، وبارد مثلج في الشتاء. أما تساقط المطر فهو نادر وتتميز المنطقة بكونها في غالب أيامها شبه قاحلة.

## التاريخ

ظاهرة المداخن الجبلية الطبيعية بالقرب من غوريم في كبادوكيا

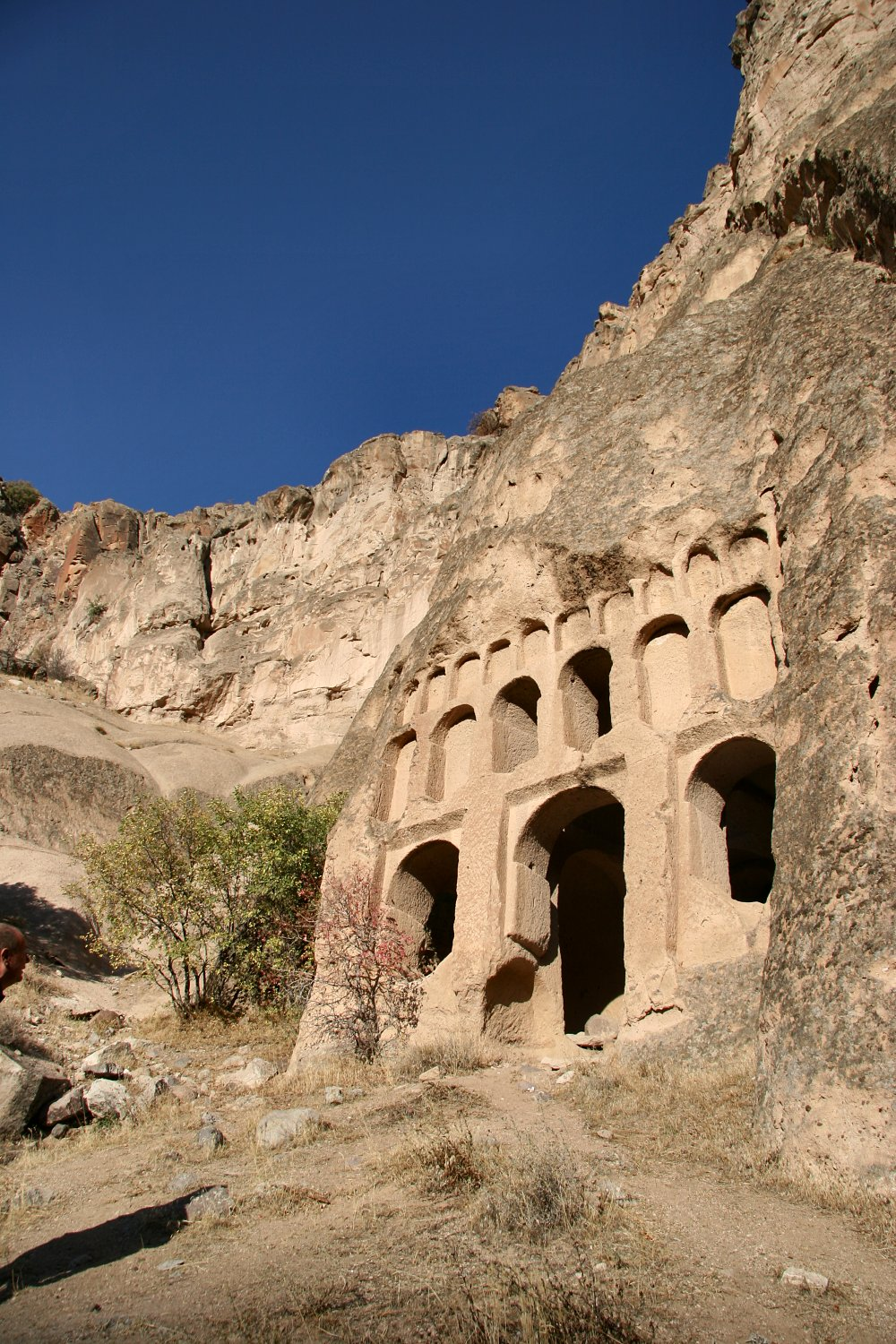
هيكل محفور في صخور جبال كبادوكيا

عرفت كبادوكيا باسم ختى Hatti في العصر البرونزي المتأخر، وكانت موطن الحيثيين الذين اتخذوا حتوشاen معقلاً لهم. وبعد سقوط الامبراطورية الحيثية، مع تراجع الكبادوكيين السوريين، بعد هزيمتهم أمام الملك الليدي كرويسوس في القرن السادس ق م، فحكم كبادوكيا أسرة أرسطوقراطية إقطاعية، سكنت في قلعة حصينة ورعت مجموعات أسر فلاحية مسخّرة تعمل في حالة عبودية وبكفاف عيشها. ثم ضمت إلى نظام الساطرفيات الفارسية الثالث الذي وضعه دارا الأول، لكنها استمرت تحكم من قبل حكامها المحليين الذين لم يكونوا يتحكموا ببلدهم باستقلال، إنما كانوا أتباعاً وداعمين للملك الفارسي العظيم.

### مملكة كبادوكيا

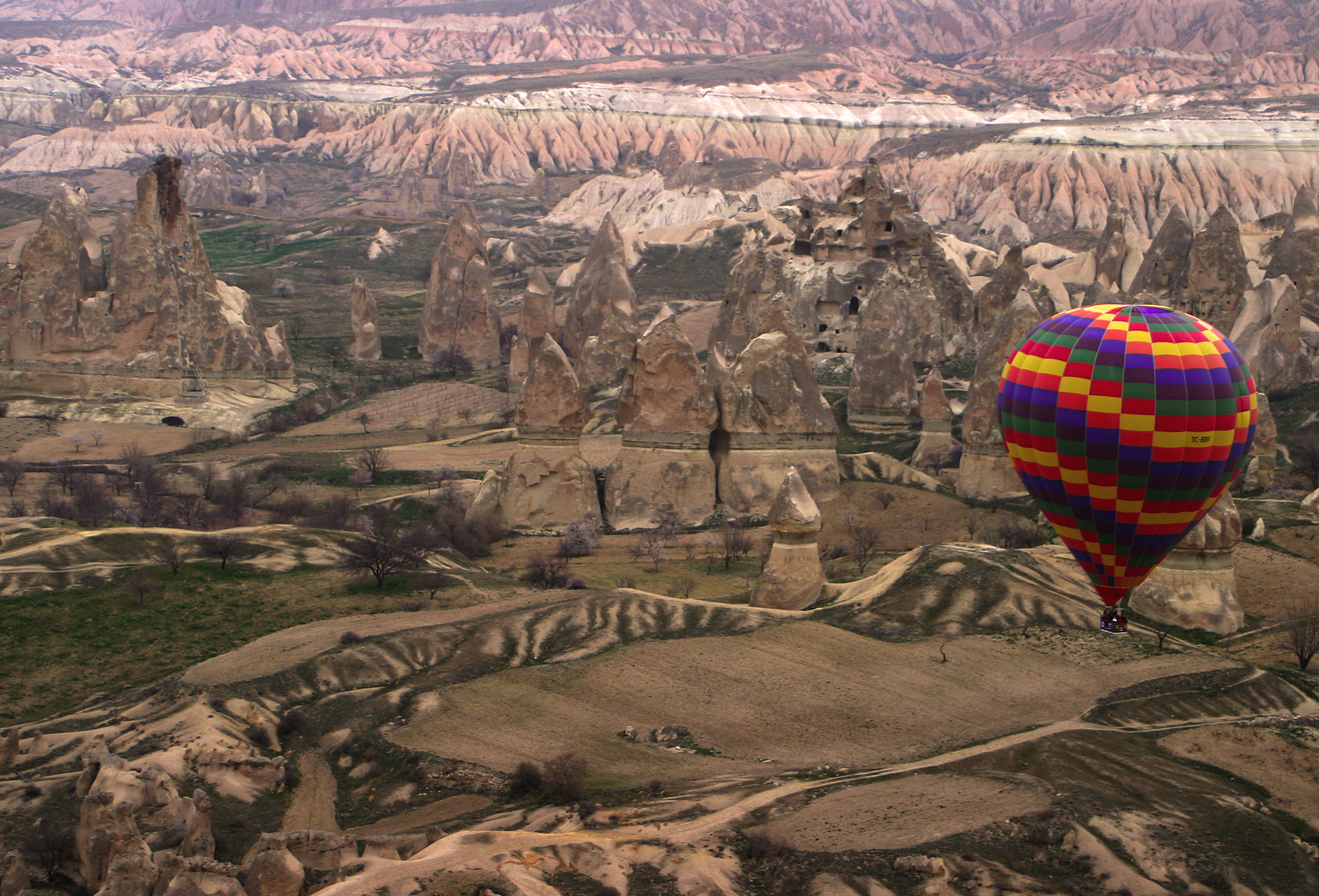
منطاد يحلق على أراضي كبادوكيا

بعد الإطاحة بالامبراطورية الفارسية، حاول الإسكندر الأكبر أن يحكم المنطقة هذه من خلال أحد قادته. لكن أرياراثيس، وهو فارسي ذو أصل أرسطوقراطي، نجح بطريقة ما في اعتلاء العرش على كبادوكيا. أرياراثيس الأولen (حكم 332-322 ق م) وكان حاكماً ناجحا فوسع من حدود مملكة كبادوكيا حتى البحر الأسود. وقد قسمت إمبراطورية الاسكندر إلى أقسام عديدة فصارت كبادوكيا في القسم الخاص بـ أومينيسen. وقد انتهت مطالبه بالحكم حين قام وصي عرش الإسكندر بيرديكاس بصلب أرياراثيس، ولكن خلال النزاع المحتدم قُتل أومينيس، فتمكّن ابن أرياراثيس من استرداد ميراث أبيه في الحكم وخلف أسرة من الملوك الكبادوكيين الذين حملوا اسم مؤسسها.

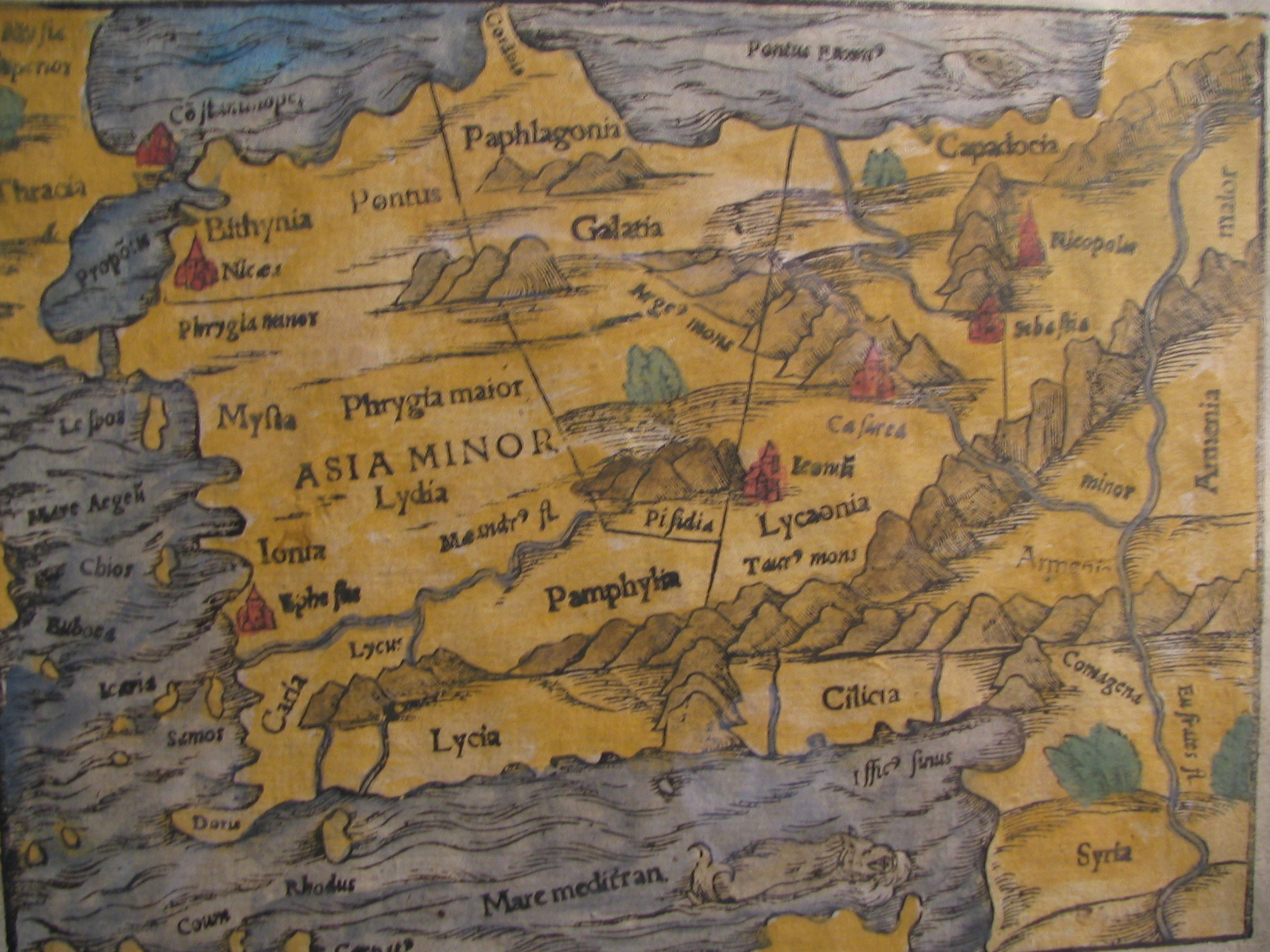
رسمة جغرافية من كتاب الكوزموغرافيا لـ سباستيان مونستر ^{en} من القرن السادس عشر لكبادوكيا

وفي عهد أرياراثيس الرابع، احتكت كبادوكيا بروما في علاقات ابدأتها كعدو يتبنى قضية أنطيوخوس الأعظم، ثم كحليف ضد بيرسيوس المقدوني. وبعد ذلك استمر ملوك كبادوكيا في مناصرة الجمهورية الرومانية ضدّ السلوقيين، الذين ما فتئوا يتبعون من الفينة والأخرى. وفي عام 130 ق م قام أرياراثيس الخامسen بالزحف دعماً للحاكم الروماني پابليوس كراسوسen ضد أريسطونيكوس أومينيس الثالثen الذي طالب بعرش مملكة بيرغامون، فتمكن الأخير من سحق القوى المتحالفة وقتل كل من پابليوس كراسوس وأرياراثيس الخامس. وفي المعمعة التي تلت مقتل أومينيس، كان تدخل القوة الصاعدة المتمثلة في مملكة البنطس وأهوال الحرب التي وقعت سبباً في سقوط مملكة كبادوكيا وأسرتها الحاكمة.

### العهدين الروماني والبيزنطي
قام الكبادوكيون الذين دعموا روما ضد ميثراداتس السادس الملك البنطي، بانتخاب سيد منهم هو، أريوبارزين الأول en، لاحتلال عرش ملكهم عام 93 ق م. لكن في ذلك العام قامت قوات أرمينية بقيادة ديكرانوس الأعظم بالدخول لكبادوكيا، وعزل أريوبارزين وتتويج ملك بديل وجعل كبادوكيا مملكة تابعة، لتشكيل منطقة عازلة ضد الرومان المتقدمين. ولم يتم الحكم لـ أريوبارزين الأول إلا بعد أن نجحت روما في إسقاط الملوك الأرمن والبنطيين (عام 63 ق م). وفي الحروب الأهلية الرومانية، كانت كبادوكيا لـ بومبيوس ثم صارت لـ يوليوس قيصر، ثم انتقلت لـ أنطونيوس وأخيراً وقعت في قبضة أوكتافيوس. وقد تم إسقاط الأسرة الأريوبارزينية، وأعطيت كبادوكيا لأرسطوقراطي من كبادوكيا اسمه أرخيلاوس en، من قبل أنطونيوس في البداية ثم من قبل الإمبراطور أوكتافيوس، فحافظ على استقلالها التبعي حتى عام 17 م، عندما أمر الإمبراطور تيبريوس الذي غضب منه بإرساله إلى روما، وألحق كبادوكيا كإقليم من أقاليم الإمبراطورية الرومانية.

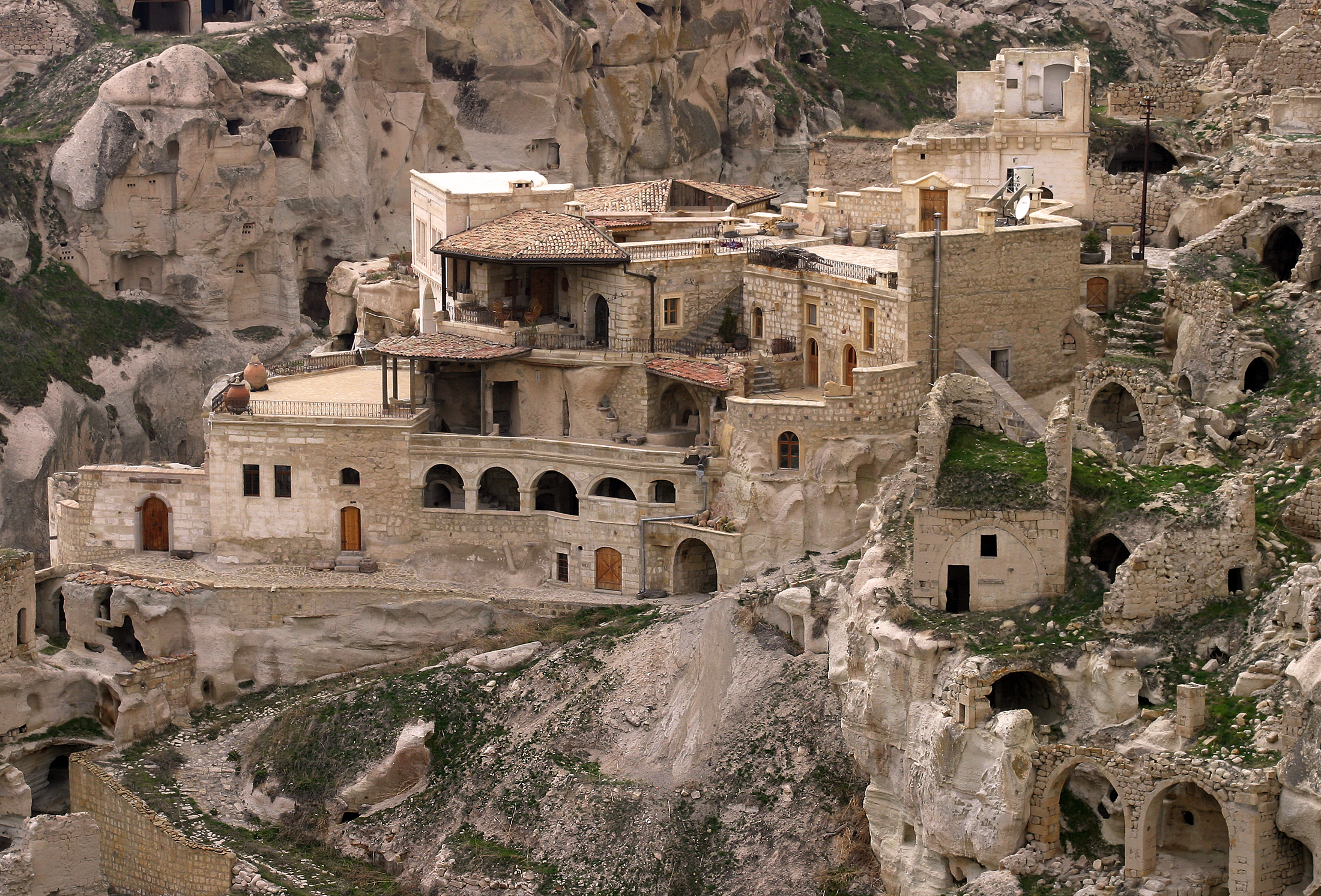
بيت في كبادوكيا

تحتوي كبادوكيا على العديد من المدن تحت الأرض، استخدمت أغلبها في عهود المسيحية المبكرة كأماكن للاختباء قبل تحوّل المسيحية إلى ديانة مقبولة. وتمتلك هذه المدن التي تقع تحت الأرض على شبكات دفاعية وأشراك في العديد من طبقاتها السفلية. وبعض من هذه الأشراك معقدة وإبداعية للغاية، ومن هذه الأشراك عدد مكونة من صخور دائرية كبيرة لإغلاق الأبواب والمعابر وأشرلك مؤلفة من ثقوب في الأسقف يتمكن المدافع من إسقاطها على المهاجم من الأسفل. وكانت هذه الأنظمة الدفاعية تستخدم بشكل أساسي ضد الرومان. وكانت منظومة الأنفاق هذه قد بنيت بممرات ضيقة، لمواجهة الأسلوب القتالي الروماني الذي اعتمد على القتال الجماعي، لإجبارهم على المرور فرادى لتسهيل عملية اصطيادهم. وكان الآباء الكبادوكيونen في القرن الرابع من الركائز الأساسية للفلسفة المسيحية آنذاك. كما برز من بين أبنائها رجال احتلوا بطريركية القسطنطينية ومنهم يوحنا الكابودوكي en الذي احتل هذا المنصب بين 517-520. ولأغلب الفترة البيزنطية بقيت في أمان نسبي عن منطقة المواجهات الدائرة بينهاوبين الإمبراطورية الساسانية، لكنها كانت منطقة حدودية مهمة لاحقاً خلال فترة الفتوحات الإسلامية. ومع القرن السابع الميلادي، قسمت كبادوكيا بين ثيمتا أناتوليك وأرمينياك. وخلال القرنين التاسع والحادي عشر الميلادي، شكلت المنطقة ثيمتا خرسيانون وكبادوكيا.

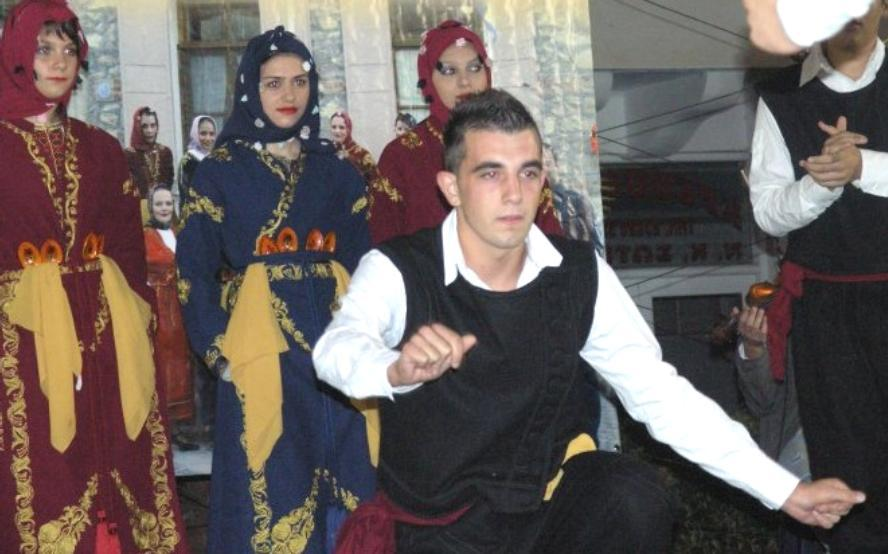
يونان كباديكيون في مناسبة شعبية يرتدون أزيائهم.

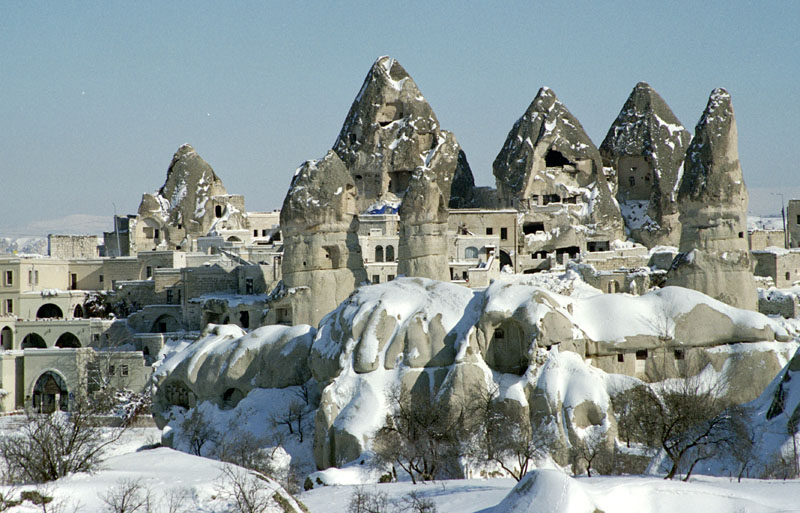
غوريم في الشتاء.

على مر تاريخها، شاطرت كبادوكيا جارتها أرمينيا في التاريخ والتبادل الحضاري، التي كانت في تلك الفترة إقليم من الامبراطورية. وقد أكد المؤرّخ العربي أبو الفرج الأصفهاني عن المستوطنين الأرمن في سيواس خلال القرن العاشر ما يلي: «غلب الأرمن على سيواس في كبادوكيا، وقد تعاظمت أعدادهم فيها حتى أنهم أصبحوا جزءً كبيراً يسود جيوش الروم. وقد استُخدم هؤلاء الأرمن كحاميات لاحتلال المعاقل المنتزعة من العرب. وقد ميزوا أنفسهم كجنود مشاة محنكين متمرسين في الجيش الامبراطوري وقد قاتلوا بشجاعة وإقدام إلى جانب الرومان أو بكلمات أخرى البيزنطيين» وكنتيجة للحملات العسكرية البيزنطية واحتلال السلاجقة لأرمينيا، انتشر الأرمن في كبادوكيا من قيليقية والمناطق الجبلية في سوريا وبلاد الرافدين، ومنها تشكلت المملكة الأرمنية القيليقية. وقد تضاعفت هجرتهم أكثر بعد تراجع نفوذ السلطة الإمبراطورية البيزنطية وتأسيس الممالك الصليبية بعد الحملة الصليبية الرابعة. وبالنسبة للصليبيين فقد عرفت كبادوكيا بـ«بلاد الأرمن»، بسبب سعة استيطانهم فيها.

### كبادوكيا التركية
بعد معركة ملاذكرد في عام 1071، بدأت عشائر تركية مختلفة تحت قيادة السلاجقة باستيطان هضبة الأناضول. ومع تعاظم القوة التركية في الأناضول، تحولت كبادوكيا مع مر الزمن إلى منطقة تابعة للدول التركية التي قامت إلى شرق الأناضول وغربها، وقد تحول بعض سكانها إلى الديانة الإسلامية، لكن الأقوام اليونانية البيزنطية انتقلت إلى سواحل البحر الأيوني. ومع نهاية القرن الثاني عشر، تمكن سلاجقة الروم من إقامة دولتهم المستقلة في المنطقة. مع تراجع وسقوط السلاجقة في قونية في النصف الثاني من القرن الثالث عشر، تم استبدالهم كقوة بقوة البيكات الذين حكموا من كارامان، ثم جاء بعد هؤلاء الامبراطورية العثمانية، خلال مسير القرن الخامس عشر. وبقيت كبادوكيا كجزء من الامبراطورية لقرون تلت، وهي الآن جزء من تركيا. وقد جرى فيها تحول جوهري خلال الفترتين عندما تم تأسيس مركز حضري هو مدينة نوشهر في القرن الثامن عشر، على يد الصدر الأعظم الذي كان من سكان تلك المنطقة، لتكون كعاصمة إقليمية وهو دور تلعبها هذه المدينة إلى هذا اليوم.
وفي الوقت الراهن، تحول الكثير من الكبادوكيون إلى لهجة من اللهجات التركية (بكتابة من الأحرف اليونانية)، وفي الأماكن التي حافظت على لغتها اليونانية (مثل بعض القرى والبلدات بالقرب من قيصرية) فقد تأثرت بشكل كبير بالتركية المحيطة بها. وتعرف هذه اللهجة اليونانية بـ اليونانية الكبادوكية. وبعد اتفاقية التبادل السكاني بين اليونان وتركيا 1923، صارت هذه اللهجة لا ينطق بها إلا قلة من السكان الذين تحدروا من كبادوكيا في اليونان المعاصرة.

## السياحة الحديثة
تعتبر هذه المنطقة منطقة سياحية ذات شهرة عالمية، حيث يوجد فيها الكثير من المشاهد الجيولوجية والتاريخية والحضارية الفريدة. وتقع هذه المنطقة إلى الجنوب الغربي من المدينة الكبرى مدينة قيصرية، التي توفر للمسافرين المواصلات الجوية بمطاراتها البرية وبمحطاتها وسكتها لتربطها بأنقرة وإسطنبول.
ومن بين البلدات والوجهات المهمة في كبادوكيا هي: أورغوپ وغوريم ووادي إهلارا، سِليمي، وغوزليورت، أوج حصار وأوانوس وزلفة. ومن بين المدن التي تقع تحت الأرض والجديرة بالزيارة والمشاهدة، هنالك ديرينكويو، كايماكلي وغازي أمير وأوزكاناك. ومن بين أفضل القصور التاريخية والبيوت الكهفية الملائمة للسواح تتواجد في أورغوپ وغوريم وغوزليورت وأوج حصار.
وتعتبر المناطيد ذات الهواء الساخن من الأنشطة التي تجتذب السياح في كبادوكيا وهي متوفرة في غوريم. كما يمارس السياح أنشطة الترحال في كل من وادي إهلارا ووادي الدير (غوزليورت) وأورغوپ وغوريم.
تشكلت الصخور الرسوبية في البحيرات والمجاري المائية ورواسب البرقعان (Ignimbrite) التي انفجرت من البراكين القديمة قبل حوالي 3 إلى 9 ملايين سنة مضت، خلال الفترة المتأخرة من الفترة الميوسينية والفترة بليوسينية تحت كبادوكيا. أما صخور كبادوكيا بالقرب من غوريم فقد تآكلت لتصبح مئات من الأعمدة العجيبة في أشكال المنارات. وقد نحت الناس الذين استوطنوا قلب كبادوكيا لأنفسهم البيوت والكنائس والأديرة من رواسب الطوفة البركانية الخفيفة. وقد أصبحت غوريم مركزاً رهبانياً ما بين عامي 300-1200 م.
إن الفترة الاستيطانية الأولى لـ غوريم ترجع إلى العهد الروماني. فالكنائس المعروقة في غوريم هي يوسف كوج وأروتا خانة ودرمس قادر وبزير خانة، أما البيوت والكنائس المحفورة في الصخور فهي موجودة في وادي أوزن دير ووادي باغل دير ووادي زمي، وهي تستعرض تاريخ المنطقة للزائرين. ويعد متحف غوريم المفتوح إحدى أكثر المواقع تهافتاً من قبل الزائرين والسياح وهو كان مقر جماعة رهبانية في كبادوكيا وهو أحد أشهر المواقع في وسط تركيا. ويحتوي المجمّع على أكثر من 30 كنيسة منحوتة من الصخور والمزارات الصغيرة التي تحتوى على مرصوفات ممتازة من فنون تصويرات الفريسكو الجصية، والتي ترجع إلى فترة القرن التاسع والحادي عشر .

## معرض الصور

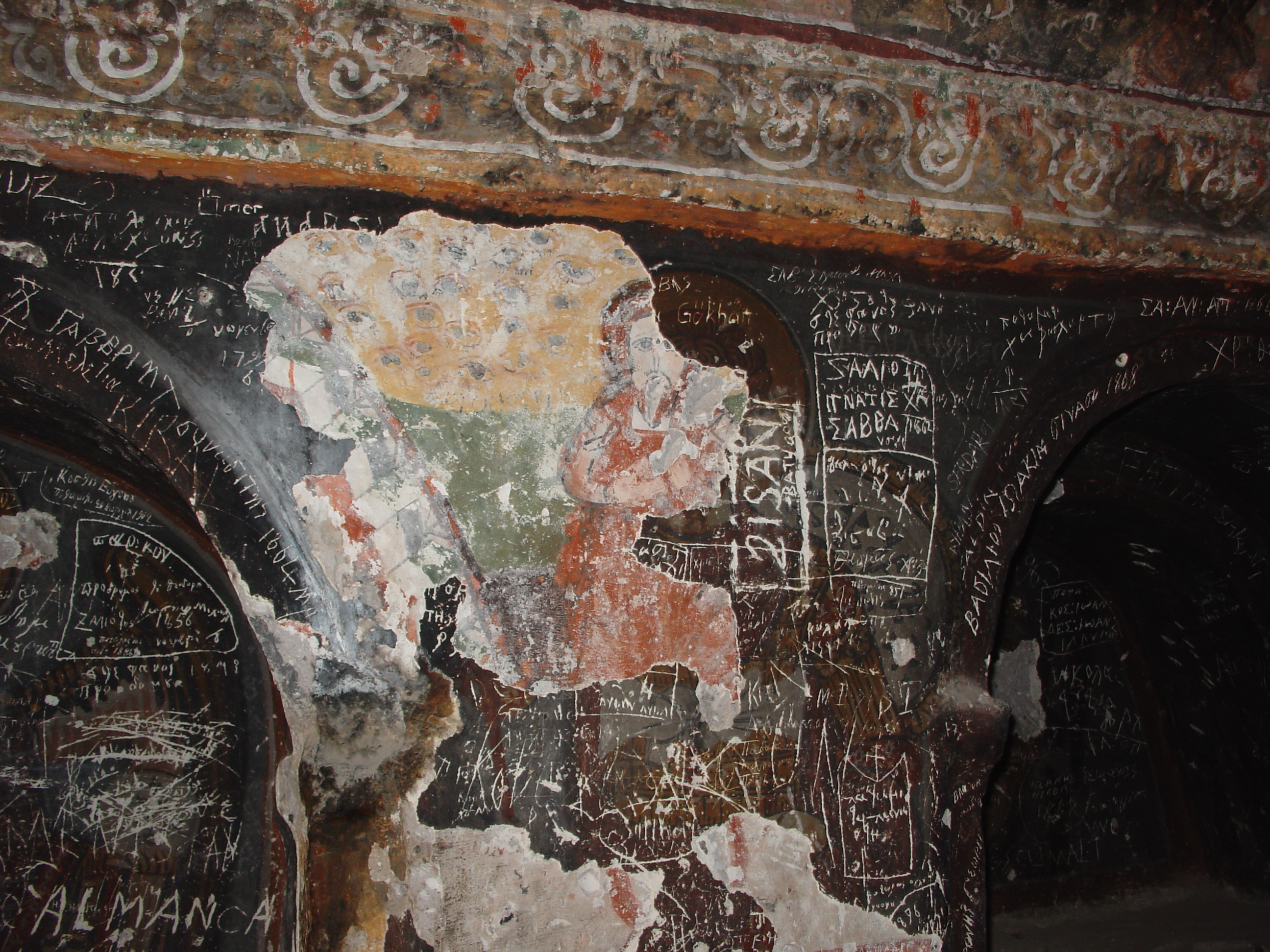
فنون مسيحية مبكرة على جدار أحد الكهوف وعليها جرافيتي
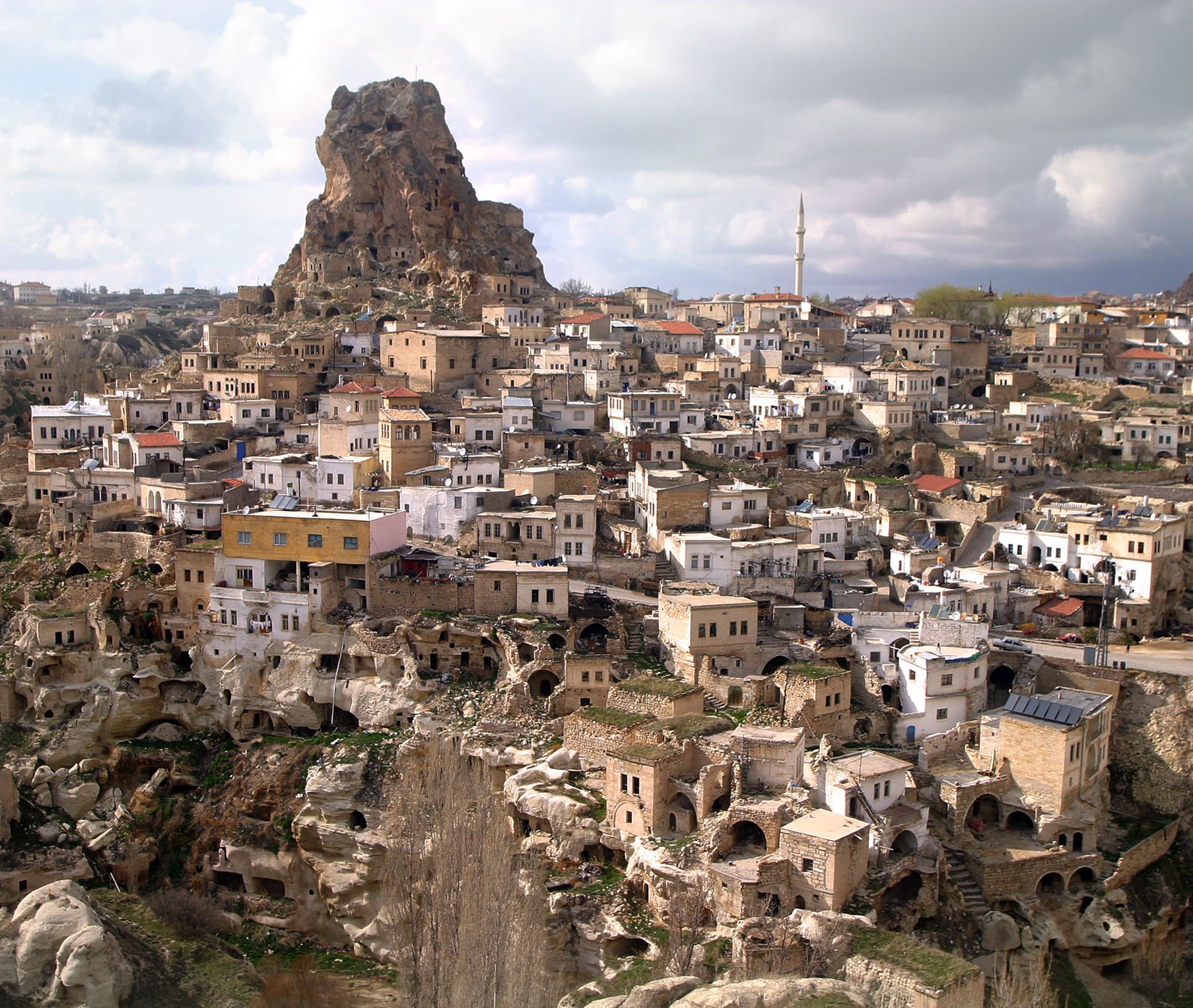
بلدة أورتا حصار
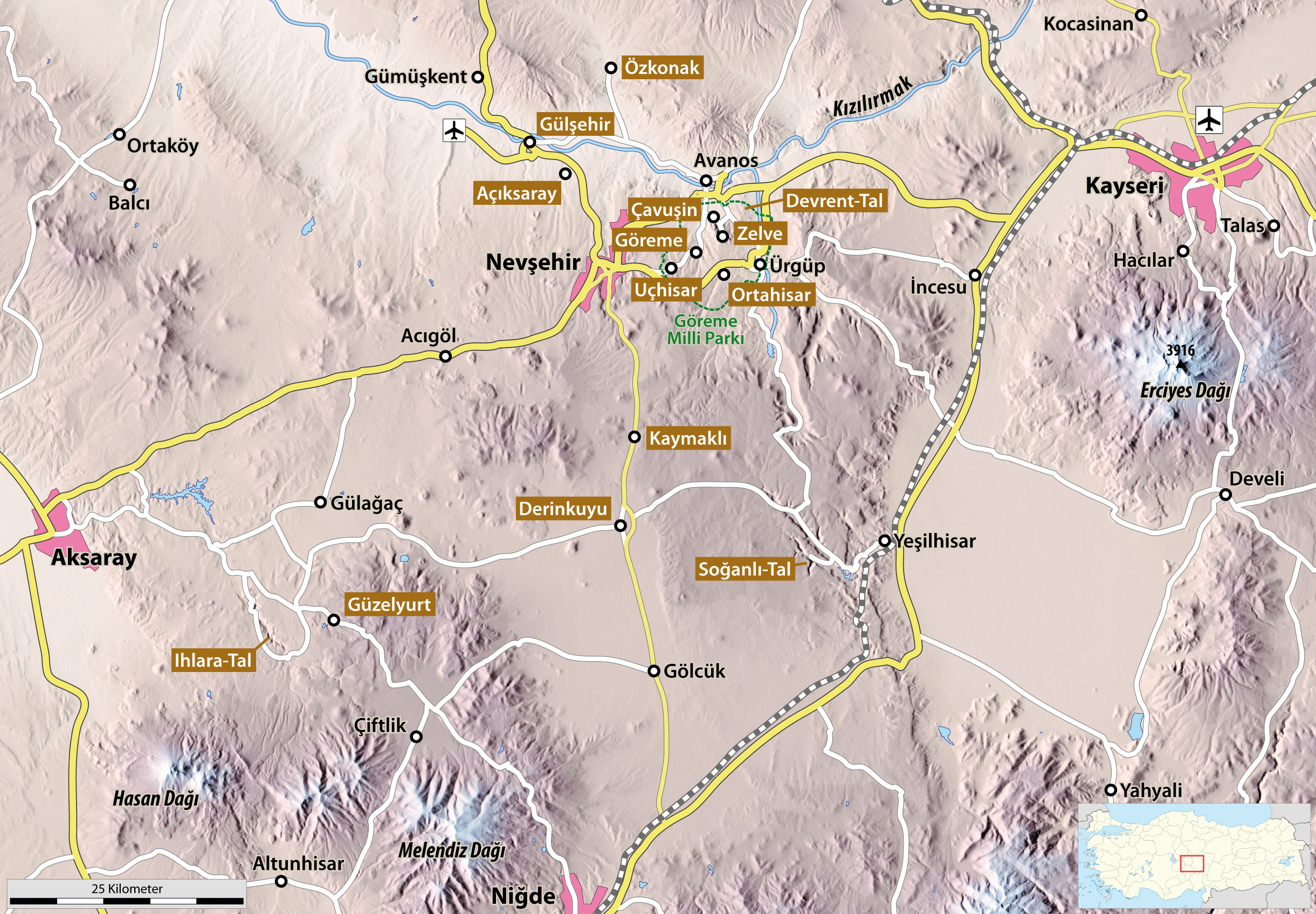
أماكن ذات صلة سياحية
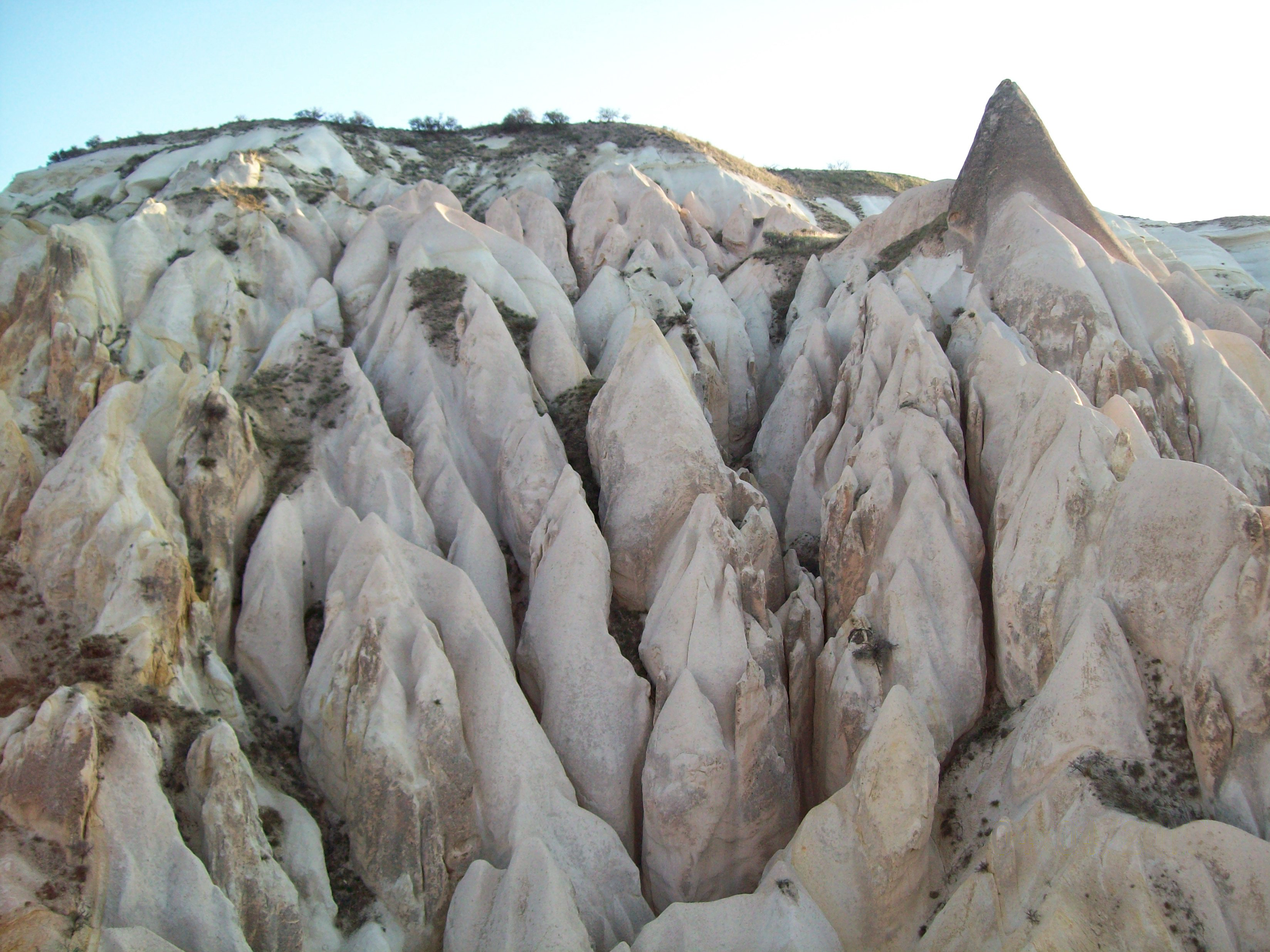
صخور وتضاريس طبيعية
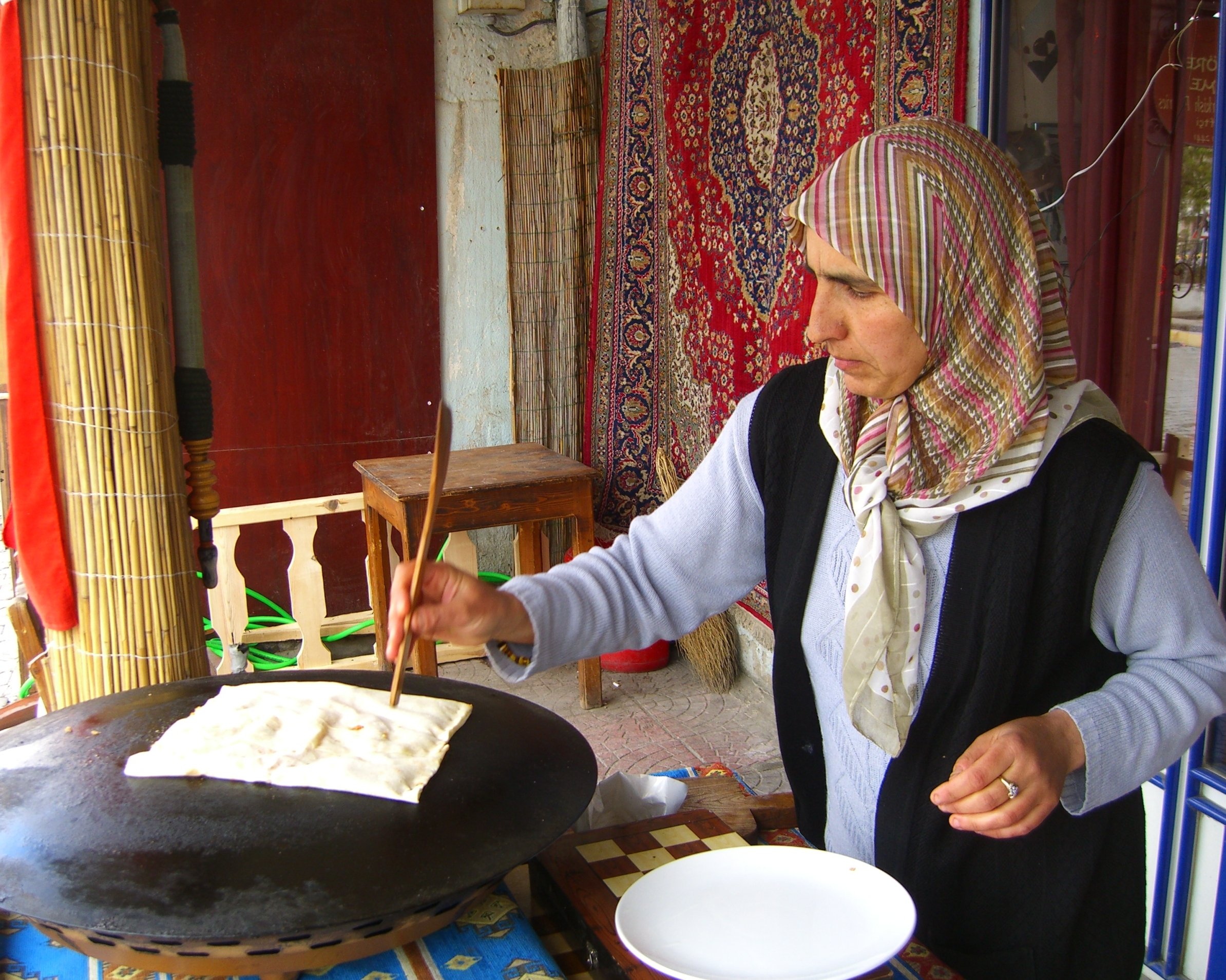
مالكة مخبز شعبي تقوم بإعداد خبز تركي في غوريم.
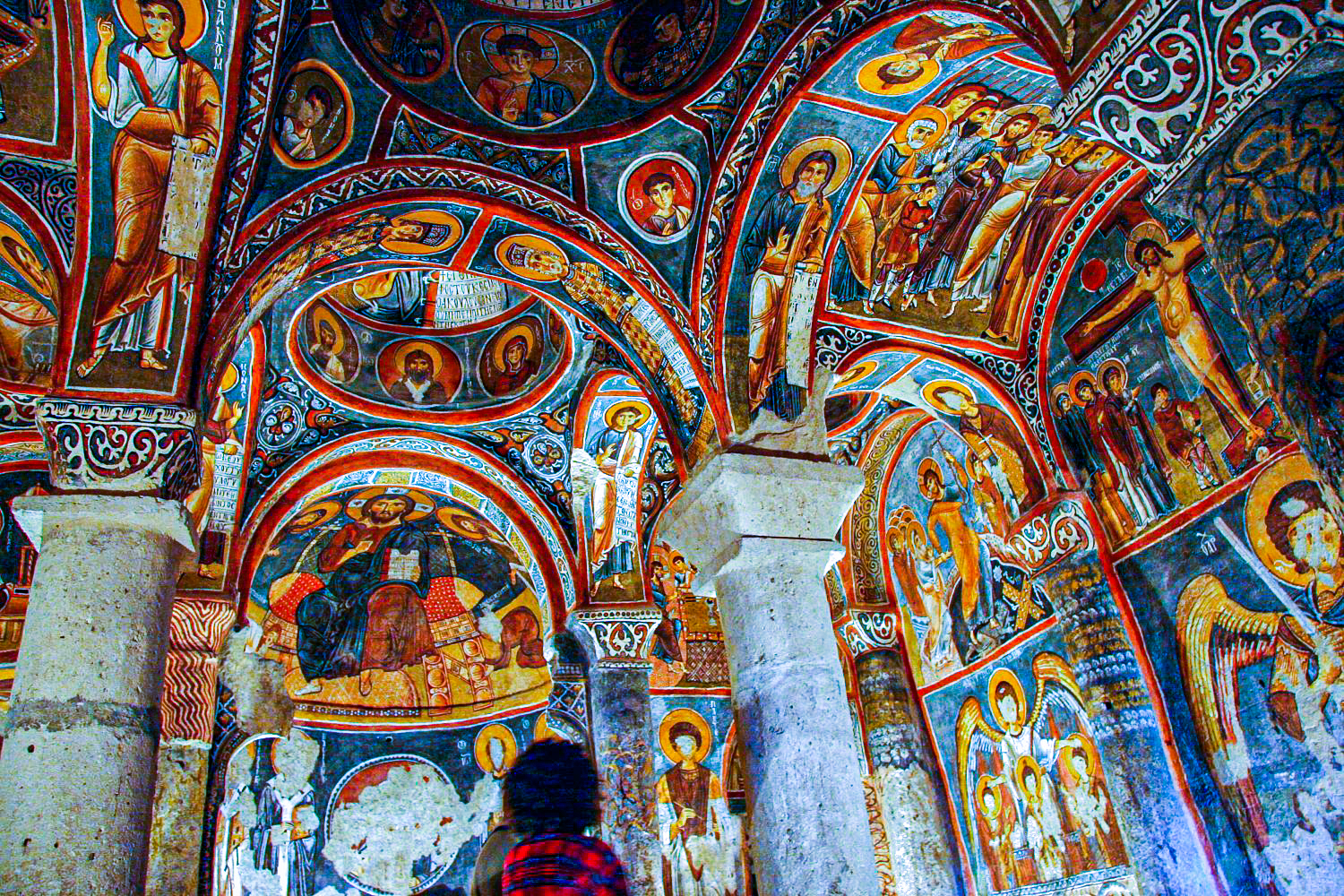
غوريم متحف الكنيسة المظلمة
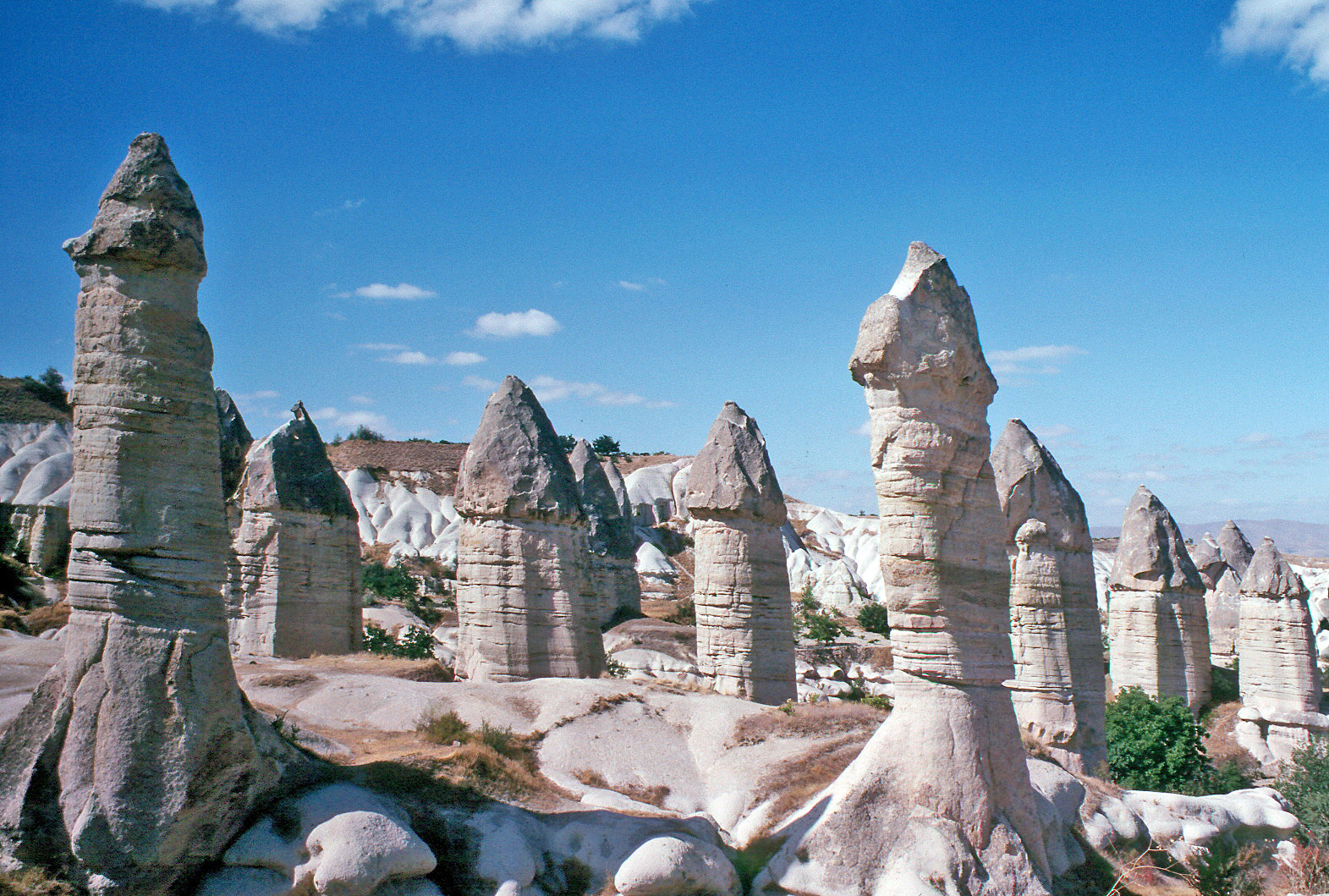
"وادي الحب" ، بالقرب من غوريم
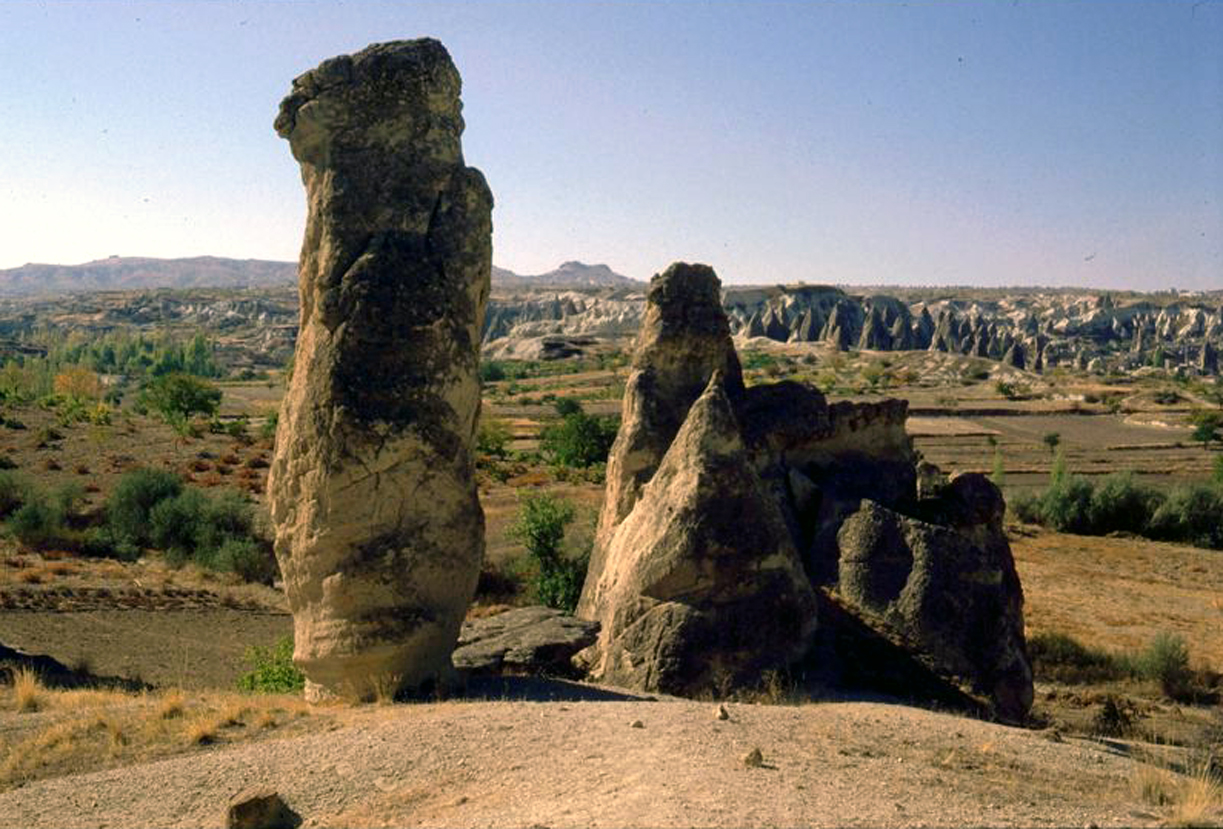
بالقرب من غوريم
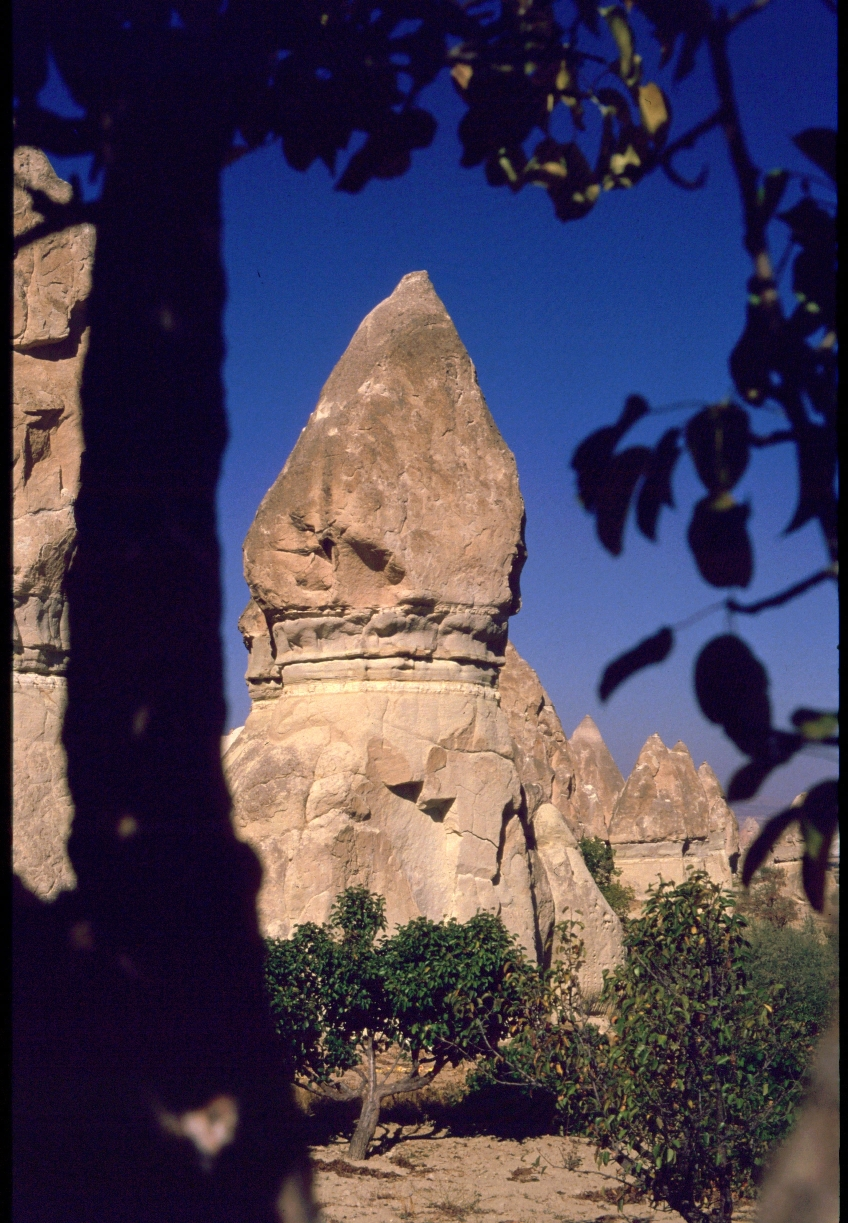
بالقرب من غوريم
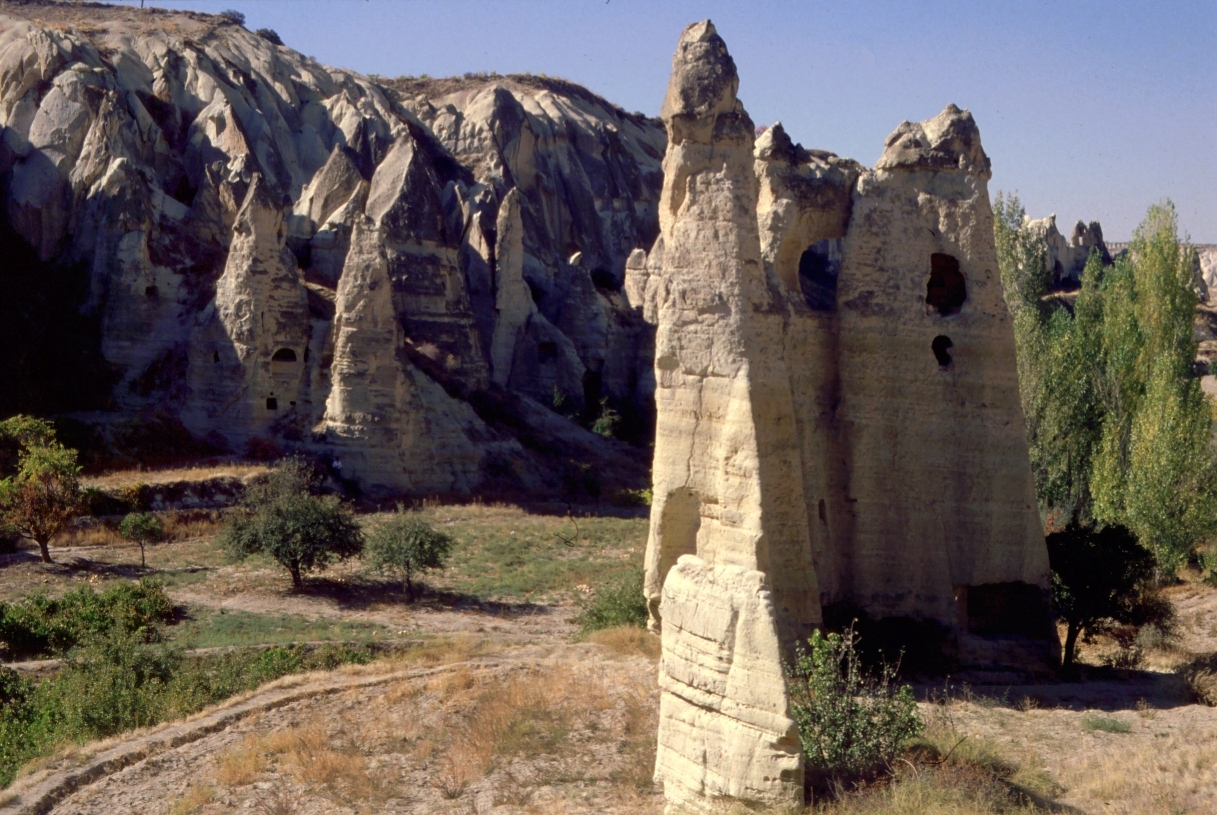
كابادوكيا بالقرب من غوريم
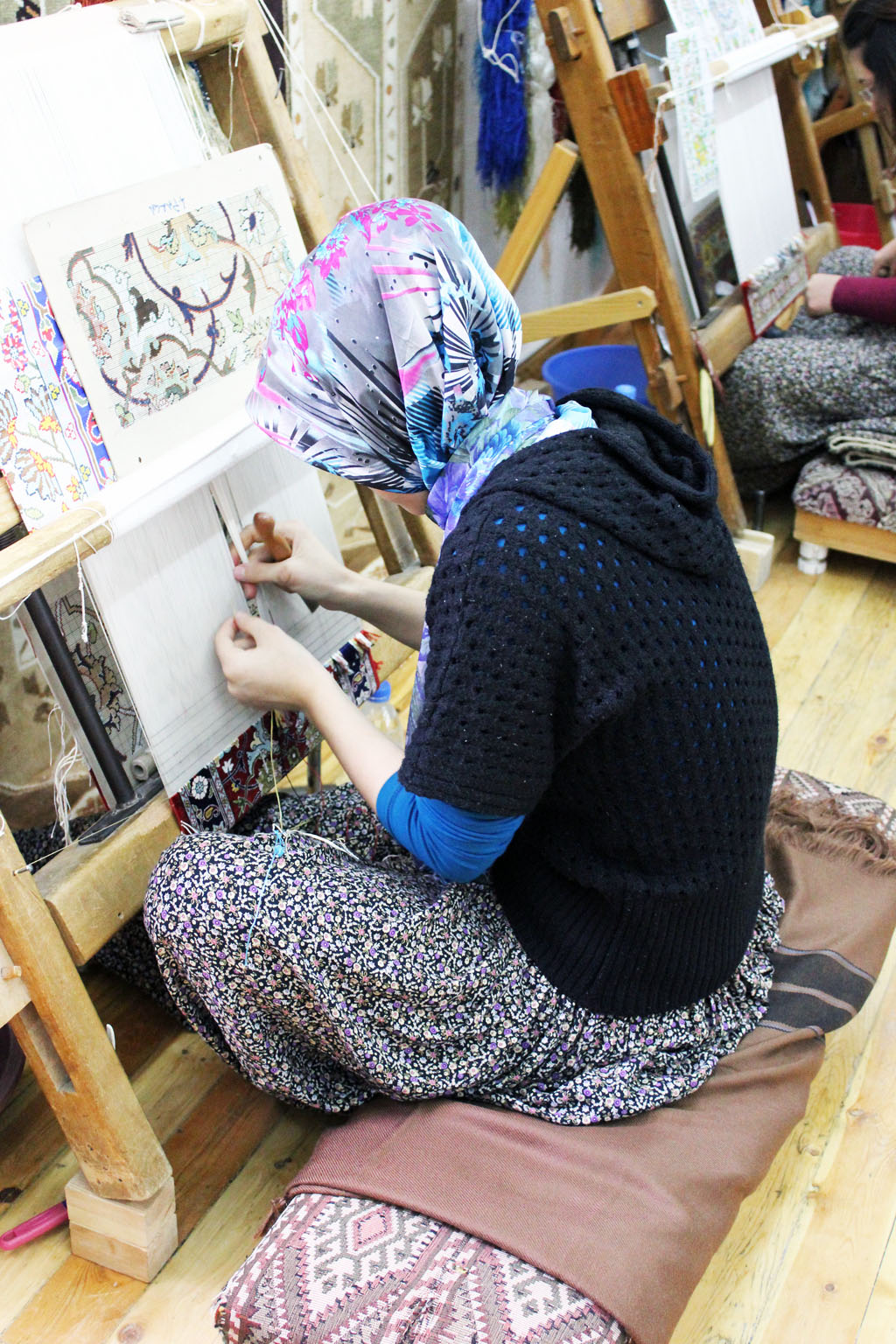
نسج السجاد

## وصلات خارجية
- كبادوكيا
- مجموعة تصويرية حديثة لكبادوكيا